# Medusa Film
Medusa Film S.p.A. è una casa di produzione e distribuzione cinematografica italiana, attualmente controllata da MFE - MediaForEurope, attraverso Mediaset.

## Storia

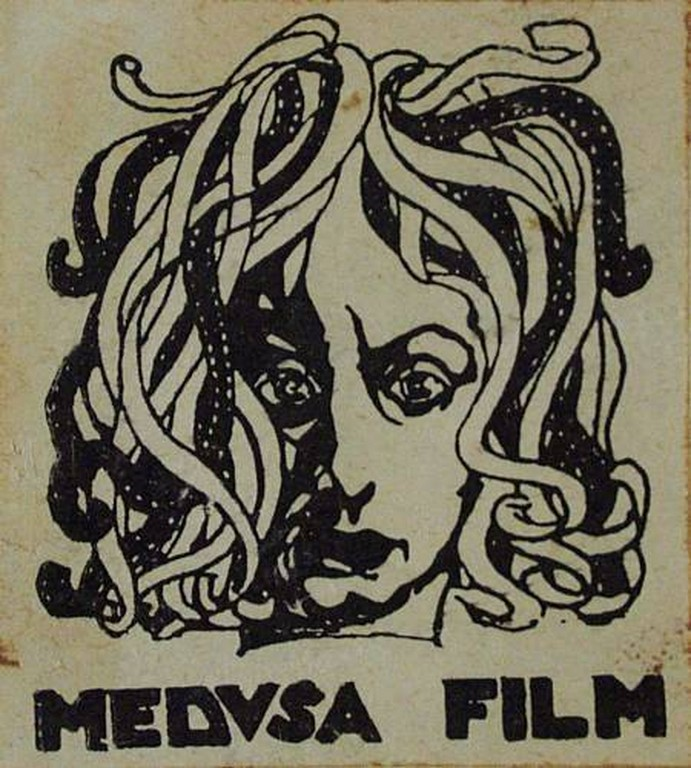
Medusa Film, Immagine del marchio, 1964

### Le origini
Venne fondata nel 1964 da Felice Colaiacomo, Franco Poccioni e Lorenzo Ventavoli come Medusa Distribuzione. 
La Medusa acquisiva film sia italiani sia esteri da distribuire sul mercato attraverso le agenzie regionali: Colaiacono e Poccioni curavano i rapporti con i produttori italiani, mentre Ventavoli si occupava di coproduzioni, in particolare con Francia (con cui coproduce L'amante infedele), Inghilterra e America. Negli Stati Uniti, Ventavoli cura un rapporto importante con la National General, che porta la Medusa a distribuire due film con Paul Newman; Pocket Money e L'uomo dei sette capestri.
Con il trionfale successo di Rambo e di altri importanti film americani, la Medusa si affermò come società di distribuzione, grazie anche all'efficienza dell'ufficio estero condotto da Adriana Chiesa, moglie del direttore della fotografia Carlo Di Palma.
Riguardo alla vocazione per un filone di cinema popolare, comico ed erotico, Ventavoli racconta:
"Si trattava sempre di coproduzioni, e cioè di partecipazioni finanziarie. All'inizio in Italia i miei soci lavoravano molto con Luciano Martino, che a quei tempi era il compagno di Edwige Fenech. Era un rapporto di amicizia e di vicinanza topografica... Sergio Martino, fratello di Luciano, dirigeva Edwige Fenech, che veniva dalla Francia, dove aveva interpretato film di discreto interesse. Fu un sodalizio durato diversi anni."
Nel 1986 Reteitalia, appartenente al gruppo Fininvest, acquista il 49% della società. L'acquisizione viene completata nel 1988.

### Penta Film
Nel 1989 Medusa viene assorbita in Penta Film, una joint venture tra Cecchi Gori Group e Silvio Berlusconi Communications. Le due società coesisteranno a livello di distribuzione fino al 1990, ma gli ultimi film del listino Medusa (tra cui Il tè nel deserto, del 1990) vengono distribuiti sotto il nuovo marchio. La Penta acquista, produce e distribuisce in Italia alcuni dei più grandi successi cinematografici di quegli anni, sia italiani sia internazionali. Inoltre, una buona parte degli attori italiani sono appannaggio di questa casa di distribuzione, che può competere con le grandi major hollywoodiane. La società si scioglie nel 1995.

### Il rilancio della Medusa
A seguito della fine della collaborazione con il gruppo Cecchi Gori nella Penta Film, nel 1994 Fininvest si rimette in proprio sul mercato cinematografico, con il nome Mediaset Distribuzione. Il primo film distribuito dalla nuova società è Il corvo - The Crow, adattamento dell'omonimo fumetto di James O'Barr diretto da Alex Proyas, nonché ultimo lavoro di Brandon Lee. Gli altri film distribuiti dalla Mediaset furono Stargate, Jonathan degli orsi, Nightmare - Nuovo incubo e Mollo tutto.
Nel 1995 viene ripristinato il marchio storico Medusa Film.
La collaborazione tra Cecchi Gori e la Fininvest termina con qualche problema riguardante alcuni film prodotti di cui ci si contendeva la distribuzione in sala (un esempio, il film Il postino). Tuttavia, sempre nel 1994, e fino alla primavera 1995, alcuni film distribuiti da Cecchi Gori presentano anche il logo Penta Film sulle locandine (due esempi tra tanti: i film The Mask e Le ali della libertà), forse perché prodotti o acquistati ai tempi della collaborazione. Successivamente, per la distribuzione di alcuni (pochi) titoli, Cecchi Gori Group collabora anche con grandi major come Buena Vista e Warner Bros.
Medusa Film è specializzata nella produzione e distribuzione di film italiani e internazionali e nell'home entertainment. Medusa, inoltre, ha sviluppato una integrazione verticale entrando nel mercato della gestione di sale cinematografiche e, successivamente, nella diretta realizzazione di cinema multisala. In precedenza distribuiva i suoi film anche in VHS e DVD (attualmente i suoi diritti sull'home video sono di proprietà della Eagle Pictures).
Dal luglio 2007 il presidente di Medusa è Carlo Rossella, ex direttore del TG5. In precedenza ha ricoperto la stessa carica Bruno Ermolli.

## Settori d'attività

### Produzione e distribuzione cinematografica
La Medusa ha prodotto i film di registi come Lucio Fulci, Marco Vicario, Bernardo Bertolucci, Gabriele Muccino, Ferzan Özpetek, Ettore Scola, Giuseppe Tornatore, Franco Zeffirelli, Aldo, Giovanni e Giacomo, Bruno Corbucci, Nando Cicero e distribuito film che annoverano personaggi come Checco Zalone, il duo Pio e Amedeo, Roberto Benigni, Leonardo Pieraccioni, Massimo Boldi, Paolo Virzì (dopo un accordo con la Cecchi Gori Group), Federico Moccia.

### Sale cinematografiche
La società ha gestito un circuito di sale nelle più importanti città italiane, inizialmente tramite la società Cinema 5, che rilevò la gestione e programmazione, sul finire degli anni '80, delle sale del circuito Cannon Films (prima ancora Gaumont, tra cui la neonata multisala Odeon di Milano e il cinema Ambrosio di Torino) e in seguito attraverso le controllate Medusa Cinema e Medusa Multicinema, poi confluite nel circuito The Space Cinema, controllato insieme con la società 21 Investimenti della famiglia Benetton.

### Home video
Tramite la divisione Medusa Home Entertainment (fino al 2000 Medusa Video), la società si è occupata della pubblicazione di film, documentari, cartoni animati e produzioni televisive in VHS, DVD e Blu-Ray. Nel 2012 la divisione home video, comprendente l'intero pacchetto di titoli, fu acquisita dalla Warner Bros. Entertainment Italia. La major ha gestito la distribuzione home video delle produzioni Medusa fino al 2021. Molti titoli di catalogo (in particolare quelli più vecchi), invece, vennero distribuiti (finora solamente in DVD) da Mustang Entertainment tramite ad un accordo di licenza. Dal 2021, Eagle Pictures sostituisce Warner Bros. come nuovo distributore in home video dei film prodotti e/o distribuiti da Medusa Film.

## Film prodotti e/o distribuiti

### Come Medusa Distribuzione
1. La Via Lattea (1969)
2. La prima notte del dottor Danieli, industriale col complesso del... giocattolo (1970)
3. L'uomo venuto dalla pioggia (1970)
4. Lo irritarono... e Sartana fece piazza pulita (1970)
5. Paranoia (1970)
6. Messalina, Messalina! (1977)
7. L'insegnante (1975)
8. L'insegnante viene a casa (1977)
9. L'insegnante va in collegio (1978)
10. L'infermiera di notte (1979)
11. La poliziotta fa carriera (1976)
12. La poliziotta della squadra del buon costume (1979)
13. La poliziotta a New York (1981)
14. Cornetti alla crema (1981)
15. Paolo il caldo (1973)
16. Basta che non si sappia in giro (1976)
17. Il magnate (1973)
18. Un sacco bello (1980)
19. Bianco, rosso e Verdone (1981)
20. Il tifoso, l'arbitro e il calciatore (1981)
21. Pierino contro tutti (1981)
22. Pierino colpisce ancora (1982)
23. Occhio, malocchio, prezzemolo e finocchio (1983)
24. Rimini Rimini (1987)
25. Rimini Rimini - Un anno dopo (1988)
26. Nosferatu a Venezia (1988)
27. Kinski Paganini (1989)
28. Rambo (1982)
29. Rambo 2 - La vendetta (1985)
30. Il giardino dei supplizi (1976)
31. Non si sevizia un paperino (1972)
32. Garringo (1969)
33. Nel labirinto del sesso (1969)
34. O' Cangaceiro (1969)

### Come Penta Film

#### Distribuiti
1. Il bambino e il poliziotto (1989)
2. Sorvegliato speciale (1989)
3. Il tè nel deserto (1990)
4. Atto di forza (1990)
5. Sotto shock (1990)
6. Nightmare 5 - Il mito (1990)
7. Scappo dalla città - La vita, l'amore e le vacche (1991)
8. Tutto può accadere (1991)
9. Terminator 2 - Il giorno del giudizio (1991)
10. Nightmare 6 - La fine (1992)
11. Rosa Scompiglio e i suoi amanti (1992)
12. Basic Instinct (1992)
13. Le iene (1992)

#### Prodotti
1. Ho vinto la lotteria di capodanno (1989)
2. Fantozzi alla riscossa (1990)
3. Abbronzatissimi (1991)
4. Miliardi (1991)
5. Ci hai rotto papà (1993)

### Come Medusa Film

#### Distribuiti
1. Bambola (1996)
2. Alaska (1996)
3. Tre uomini e una gamba (1997)
4. Simpatici & antipatici (1998)
5. Così è la vita (1998)
6. Radiofreccia (1998)
7. Chiedimi se sono felice (2000)
8. What Women Want - Quello che le donne vogliono (2000)
9. L'ultimo bacio (2001) (in produzione con Fandango)
10. Il Gattopardo (1963)
11. The Score (2001)
12. Don't say a word (2001)
13. La leggenda di Al, John e Jack (2002)
14. Pinocchio (2002)
15. Lo chiamavano Trinità... (1970)
16. ...continuavano a chiamarlo Trinità (1971)
17. Il paradiso all'improvviso (2003)
18. L'ultima alba (2003)
19. Hollywood Homicide (2003)
20. Matrimonio impossibile (2003)
21. Terra di confine - Open Range (2003)
22. ...più forte ragazzi! (1973)
23. ...altrimenti ci arrabbiamo! (1974)
24. Porgi l'altra guancia (1974)
25. Io sto con gli ippopotami (1979)
26. Piedone lo sbirro (1973)
27. Piedone a Hong Kong (1975)
28. Piedone l'africano (1978)
29. Piedone d'Egitto (1980)
30. Tu la conosci Claudia? (2004)
31. Il soldato di ventura (1976)
32. Il ritorno del Monnezza (2005)
33. Charleston (2006)
34. Una ragione per vivere e una per morire (2006)
35. Giuseppe venduto dai fratelli (2006)
36. La grande strada azzurra (2006)
37. La ricerca della felicità (2006)
38. The Departed - Il bene e il male (2006)
39. Anplagghed al cinema (2006)
40. Don Camillo (2007)
41. La terza madre (2007)
42. Una moglie bellissima (2007)
43. Si può fare... amigo (1972)
44. Villa Borghese (2008)
45. Il cosmo sul comò (2008)
46. No problem (2008)
47. Un'estate al mare (2008)
48. Extralarge (1991)
49. Il vero e il falso (2009)
50. Io & Marilyn (2009)
51. Giù al Nord (2009)
52. Un alibi perfetto (2009)
53. La valigia sul letto (2009)
54. Cado dalle nubi (2009)
55. Un'estate ai Caraibi (2009)
56. Baciami ancora (2010)
57. Benvenuti al Sud (2010)
58. Winx Club 3D - Magica avventura (2010)
59. Juke box - Urli d'amore (1964)
60. Finalmente la felicità (2011)
61. Che bella giornata (2011)
62. Femmine contro maschi (2011)
63. Le avventure di Jim Bottone (Jim Knopf und Lukas der Lokomotivführer) (2018)
64. 10 giorni con Babbo Natale, regia di Alessandro Genovesi (2020)
65. Storm Boy - Il ragazzo che sapeva volare (Storm Boy) (2020)
66. Un altro giro (Druk) (2020)
67. C'mon C'mon (2021)
68. I tre moschettieri - D'Artagnan (2023)
69. Il primo giorno della mia vita (2023)
70. Martedì e venerdì (2024)
71. Un mondo a parte (2024)
72. L'ultima settimana di settembre (2024)

### Prodotti
1. Una famiglia perfetta (2012)
2. Benvenuti al Nord (2012)
3. Venuto al mondo (2012)
4. Io e te (2012)
5. To Rome with Love (2012)
6. La grande bellezza (2013, Premio Oscar 2014)
7. Tutta colpa di Freud (2014)
8. Il ricco, il povero e il maggiordomo (2014)
9. Italiano medio (2015)
10. Le leggi del desiderio (2015)
11. Youth - La giovinezza (2015)
12. Quo vado? (2016)
13. Perfetti sconosciuti (2016)
14. Tiramisù (2016)
15. Fuga da Reuma Park (2016)
16. Omicidio all'italiana (2017)
17. Mamma o papà? (2017)
18. Classe Z (2017)
19. La ragazza nella nebbia (2017)
20. Caccia al tesoro (2017)
21. The Place (2017)
22. Vengo anch'io (2018)
23. Puoi baciare lo sposo (2018)
24. Una festa esagerata (2018)
25. Tolo Tolo (2020)
26. Trafficante di virus (2021)
27. Tutti a bordo (2022)
28. Il grande giorno (2022)
29. I soliti idioti 3 - Il ritorno (2024)
30. Ricomincio da taaac (2024)
31. Criature (2024)
32. Cortina Express (2024)
33. L'abbaglio (2025)

#### Distribuiti
1. I soliti idioti - Il film (2011)
2. I 2 soliti idioti (2012)
3. Gladiatori di Roma (2012)
4. Quello che so sull'amore (2012)
5. Gambit - Una truffa a regola d'arte (2012)
6. Sole a catinelle (2013)
7. Amici come noi (2014)
8. Matrimonio al Sud (2015)
9. Vacanze ai Caraibi (2015)
10. Chiamatemi Francesco - Il Papa della gente (2015)
11. The Pills - Sempre meglio che lavorare (2016)
12. Forever young (2016)
13. Un momento di follia (2016)
14. On Air - Storia di un successo (2016)
15. Now You See Me 2 (2016)
16. Il GGG - Il grande gigante gentile (2016)
17. Indivisibili (2016)
18. Fuck you, prof! 2 (2016)
19. Un Natale al Sud (2016)
20. I babysitter (2016)
21. Fuga da Reuma Park (2016)
22. L'ora legale (2017)
23. Omicidio all'italiana (2017)
24. Mamma o papà? (2017)
25. Classe Z (2017)
26. La ragazza nella nebbia (2017)
27. Caccia al tesoro (2017)
28. The Place (2017)
29. Riccardo va all'inferno (2017)
30. Natale da chef (2017)
31. Made in Italy (2018)
32. Vengo anch'io (2018)
33. Puoi baciare lo sposo (2018)
34. Una festa esagerata (2018)
35. Un nemico che ti vuole bene (2018)
36. Nessuno come noi (2018)
37. Ti presento Sofia (2018)
38. Il vizio della speranza (2018)
39. Se son rose (2018)
40. Amici come prima (2018)
41. Tuttapposto (2019)
42. Il primo Natale (2019)
43. Odio l'estate (2020)
44. La mia banda suona il pop (2020)
45. Lockdown all'italiana (2020)
46. Yara (2021)
47. Trafficante di virus (2021)
48. Supereroi (2021)
49. Una notte da dottore (2021)
50. Mollo tutto e apro un chiringuito (2021)
51. Il giudizio (2021)
52. Con tutto il cuore (2021)
53. Le voci sole (2022)
54. Vicini di casa (2022)
55. Tutti a bordo (2022)
56. La stranezza (2022)
57. Il ragazzo e la tigre (2022)
58. Nostalgia (2022)
59. Un mondo sotto social (2022)
60. Una femmina (2022)
61. Il grande giorno (2022)
62. La caccia (2023)
63. La guerra dei nonni (2023)
64. I soliti idioti 3 - Il ritorno (2024)
65. Ennio Doris - C’è anche domani (2024)
66. L'ultima settimana di settembre (2024)
67. Familia (2024)
68. Ricomincio da taaac (2024)

## Loghi

Il vecchio logo utilizzato fino a settembre 2008.

- Dal 1999 fino a settembre 2008: In un cielo notturno stellato appariva da sinistra una pellicola cinematografica poi successivamente ne apparivano altre più velocemente fino a formare il logo della Medusa di Caravaggio. Poi da destra apparivano le lettere che compongono la scritta MEDUSA mentre il logo si allontanava facendo vedere anche il logo Mediaset (aggiunto al logo Medusa dal 2000). Quasi subito dopo appariva la scritta MOTION PICTURE. Dopo 2 secondi una stella appariva velocemente da destra e si posiziona vicino alla M (si scopre che era una E, trasformando MOTION PICTURE in EMOTION PICTURE). Infine l'intero logo veniva circondato da un fascio di luce bianco.
- Da settembre 2008 al 2017: Incomincia in mare aperto quando all'improvviso una pellicola cinematografica appare da vicino seguita successivamente da altre. Poi le pellicole salgono su verso un cielo notturno stellato dove cominciano a comporre la Medusa di Caravaggio mentre la scritta MEDUSA indietreggia facendo comparire anche la scritta MEDIASET GROUP con tanto di logo. Infine un cerchio di luce giallo circonda il logo e fa sì che lo sfondo cambi e diventi tra sole e nuvole.
- Dal 2017 ad oggi: Uguale al logo precedente, ma le pellicole cinematografiche sono dei nastri dorati, inoltre il cielo rimane notturno.